# Miskovice
Miskovice är en ort i Tjeckien.   Den ligger i regionen Mellersta Böhmen, i den centrala delen av landet, 60 km öster om huvudstaden Prag. Miskovice ligger 363 meter över havet och antalet invånare är 744.
Terrängen runt Miskovice är lite kuperad. Runt Miskovice är det ganska glesbefolkat, med 35 invånare per kvadratkilometer. Närmaste större samhälle är Kutná Hora, 4,5 km öster om Miskovice. Trakten runt Miskovice består till största delen av jordbruksmark.